# 29834 Mariacallas
29834 Mariacallas è un asteroide della fascia principale. Scoperto nel 1999, presenta un'orbita caratterizzata da un semiasse maggiore pari a 2,9065057 UA e da un'eccentricità di 0,0441820, inclinata di 2,01886° rispetto all'eclittica.
L'asteroide è dedicato a Maria Callas, celeberrimo soprano.